# 하느님의 뜻
하나님의 뜻은 신학적인 용어로, 하나님이 인간을 향한 계획을 갖고 있다는 개념을 말한다. 기독교 신학에서 하나님의 뜻을 이해하는 것은 매우 중요한 요소이다.
기독교에서 예수의 법은 대체주의의 견해로서 예수의 계명들은 유대인들의 법을 능가한다고 한다. 레슬리 웨더헤드는 하나님의 뜻은 세 가지로 분류가 된다고 한다; 의도적, 환경적, 궁극적이다. 하나님은 백성들이 그의 안내를 따르고 바른일을 하도록 의도하시며, 하나님은 물리와 화학의 법칙을 제정하시며 그리고 그런 환경들이 가끔 어려움을 일으킨다고 한다. 그러나 그것은 하나님의 궁극적인 뜻을 이루는 환경과 사랑과 자비에 의해 통치되는 평화로운 세계에 대하여 투쟁하지 않는 것을 의미하지 않는다.

## 자연신론
자연신론자(이신론)들은 하나님의 창조를 인정하지만 하나님은 멀리 있어서 자연의 법칙에 따라서 세상이 기능하도록 하며 신의 개입의 필요성을 인정하지 않는다. 신의 개입으로서 하나님의 섭리를 부정하는 주장이다. 

## 같이 보기
- 하나님의 주권
- 섭리
- 예정
- 운명
- 신법
- 인샬라-이슬람에서 신의 뜻
- 업